# رده‌بندی دهدهی دیوئی

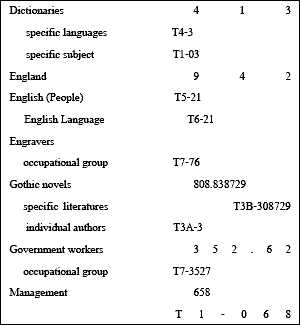

رده‌بندی دهدهی دیوئی (DDC)، رده‌بندی مشهور علوم کتابداری و اطلاع‌رسانی برای تعیین موضوع اصلی کتاب می‌باشد. این رده‌بندی جهانی در سهولت انتخاب، تحقیق، تعیین مکان، فهرست نویسی علمی کتاب‌ها نقش مؤثر دارد.

## تاریخچه
این رده‌بندی در سال ۱۸۷۶ میلادی به وسیلهٔ ملویل دیوئی، یک کتابدار آمریکایی ابداع و بکار برده شد و سپس همواره مورد تجدید نظر قرار گرفته‌است. این رده‌بندی یک رده‌بندی منطقی فلسفی و علمی است و زمینه همه دانشهای بشری ابتدا به ده رده یا موضوع کلی تقسیم می‌شود؛ و هر رده در نوبت دوم به ده رده دیگر (صد عنوان موضوعی) و در نوبت سوم باز هر رده به ده رده دیگر (هزار عنوان موضوعی) تقسیم می‌شود. در گسترش رده‌بندی‌های دیگر با رقمهای اعشاری موضوع‌ها خاص تر و ریزتر می‌شود.

## ده رده اصلی
- ۰۰۰= کلیات
- ۱۰۰= فلسفه و روان‌شناسی
- ۲۰۰= دین
- ۳۰۰= علوم اجتماعی
- ۴۰۰= زبان
- ۵۰۰= علوم محض
- ۶۰۰=علوم کاربری
- ۷۰۰= هنر، سرگرمی و ورزش
- ۸۰۰= ادبیات
- ۹۰۰= تاریخ و جغرافیا

## صد رده فرعی
جدول گسترش و تقسیم رده‌بندی دیوئی با صد رده فرعی:
| رده‌ها                 | ۰۰                | ۱۰           | ۲۰          | ۳۰            | ۴۰             | ۵۰                   | ۶۰               | ۷۰            | ۸۰            | ۹۰             |
| ۰۰۰ کلیات             | (دانش و کامپیوتر) | کتاب شناسی   | کتابداری    | دائرة المعارف | بیوگرافی       | پی‌آیندها             | سازمان‌ها         | رسانه‌ها       | مجموعه‌ها      | نسخه‌ها         |
| ۱۰۰ فلسفه و روان‌شناسی | (فلسفه)           | متافیزیک     | معرفت شناسی | علوم غریبه    | مکاتب فلسفی    | روان شناسی           | منطق             | اخلاق فلسفی   | فلسفه قدیم    | فلسفه جدید     |
| ۲۰۰ دین               | (کلی)             | الهیات طبیعی | کتاب مقدس   | الهیات مسیحی  | عبادات مسیحی   | مراسم مسیحی          | اجتماعیات مسیحی  | تاریخ کلیسا   | فرقه‌های مسیحی | دین شناسی      |
| ۳۰۰ علوم اجتماعی      | (جامعه شناسی)     | آمار         | سیاست       | اقتصاد        | حقوق           | علوم اداری و نظامی   | خدمات اجتماعی    | تعلیم و تربیت | ارتباطات      | آداب و رسوم    |
| ۴۰۰ زبان              | (کلی)             | زبان شناسی   | انگلیسی     | آلمانی        | فرانسوی        | ایتالی               | اسپانی و پرتقالی | لاتین         | یونانی        | سایر زبان‌ها    |
| ۵۰۰ علوم              | (کلی)             | ریاضیات      | نجوم        | فیزیک         | شیمی           | زمین                 | دیرین شناسی      | زیست          | گیاه شناسی    | جانور شناسی    |
| ۶۰۰ علوم کاربردی      | (کلی)             | پزشکی        | مهندسی      | کشاورزی       | اقتصاد خانواده | مدیریت و خدمات اداری | مهندسی شیمی      | صنایع         | صنایع خاص     | ساختمان سازی   |
| ۷۰۰ هنر و سرگرمی      | (کلی)             | منظره سازی   | معماری      | هنرهای تجسمی  | طراحی          | نقاشی                | گرافیک           | عکاسی         | موسیقی        | نمایش و سرگرمی |
| ۸۰۰ ادبیات            | (کلی)             | امریکایی     | انگلیسی     | آلمانی        | فرانسوی        | ایتالی               | اسپانی و پرتقالی | لاتین         | یونانی        | دیگر زبانها    |
| ۹۰۰ تاریخ و جغرافیا   | (کلی)             | جغرافیا      | سرگذشت نامه | باستان        | اروپا          | آسیا                 | افریقا           | امریکای شمالی | امریکای جنوبی | سایر جهان      |

## رده‌های اسلام و ایران
رده‌های مربوط به اسلام؛ زبان، ادبیات و تاریخ ایران به صورت ویژه رده‌بندی شده و برای ایران و کشورهای فارسی‌زبان و مسلمان‌نشین حائز اهمیت خاص می‌باشد.

### چکیده رده اسلام
۲۹۷ اسلام
- ۲۹۷٫۱ قرآن
  - ۲۹۷٫۱۱ متن قرآن
  - ۲۹۷٫۱۲ کشف آیات، کشف المطالب…
  - ۲۹۷٫۱۳ واژه‌نامه
  - ۲۹۷٫۱۴ ترجمه‌های قرآن
  - ۲۹۷٫۱۵ علوم قرآنی و تحقیقات و مطالب قرآنی
    - ۲۹۷٫۱۵۱ قرائت و تجوید
    - ۲۹۷٫۱۵۲ نزول
    - ۲۹۷٫۱۵۳ تحقیقات زبانی، ادبی و بلاغی قرآن
    - ۲۹۷٫۱۵۴ امثال قرآن
    - ۲۹۷٫۱۵۵ احکام قرآنی
    - ۲۹۷٫۱۵۶ قصص و اعلام قرآن
    - ۲۹۷٫۱۵۷ خواص سور و آیات، ادعیه قرآنی
    - ۲۹۷٫۱۵۸ اعجاز و فضایل قرآن، قرآن و علوم
    - ۲۹۷٫۱۵۹ مباحث قرآنی

  - ۲۹۷٫۱۷ تفسیر
  - ۲۹۷٫۱۸ تفسیر منتخبات
  - ۲۹۷٫۱۹ تاریخ قرآن و تفسیر
- ۲۹۷٫۲ حدیث
  - ۲۹۷٫۲۱ متون احادیث
  - ۲۹۷٫۲۶ علم حدیث و رجال
  - ۲۹۷٫۲۹ تاریخ حدیث (... محدثان)
- ۲۹۷٫۳ فقه و اصول
  - ۲۹۷٫۳۱ اصول فقه
  - ۲۹۷٫۳۲ فقه
  - ۲۹۷٫۳۳ فقه اهل سنت
  - ۲۹۷٫۳۴ فقه شیعه
  - ۲۹۷٫۳۵ عبادات (نماز، روزه، زکات و خمس، حج)
  - ۲۹۷٫۳۶ احوال شخصیه (نکاح…)
  - ۲۹۷٫۳۷ احکام اجتماعی و مستحدث
  - ۲۹۷٫۳۹ تاریخ فقه و اصول (... فقها)
- ۲۹۷٫۴ کلام (عقاید)
  - ۲۹۷٫۴۱ مذاهب کلامی
  - ۲۹۷٫۴۲ الاهیات
  - ۲۹۷٫۴۳ نبوت
  - ۲۹۷٫۴۴ معاد
  - ۲۹۷٫۴۵ امامت
  - ۲۹۷٫۴۶ مسایل دیگر (مهدویت، ایمان، جبر و اختیار، قضا و قدر، انسان، شیطان، ملک، جن)
  - ۲۹۷٫۴۷ اسلام و ادیان و مذاهب دیگر (... رد بر اسلام، دفاع از اسلام)
  - ۲۹۷٫۴۸ اسلام و علوم و عقاید جدید، تجدید حیات فکری
    - ۲۹۷٫۴۸۱ اسلام و فلسفه
    - ۲۹۷٫۴۸۲ اصلاحات دینی، وحدت اسلامی، تقریب مذاهب اسلامی
    - ۲۹۷٫۴۸۳ اسلام و اجتماع
    - ۲۹۷٫۴۸۵ اسلام و علوم
    - ۲۹۷٫۴۸۶ اسلام و فن
    - ۲۹۷٫۴۸۷ اسلام و هنر
    - ۲۹۷٫۴۸۸ اسلام و ادبیات
    - ۲۹۷٫۴۸۹ اسلام و تمدن غرب

  - ۲۹۷٫۴۹ تاریخ کلام (... متکلمان)
- ۲۹۷٫۵ فرق و مذاهب اسلامی (بررسی فرق)
  - ۲۹۷٫۵۱ مذاهب فقهی اهل سنت
  - ۲۹۷٫۵۲ مذاهب کلامی
  - ۲۹۷٫۵۳ فرق شیعه
  - ۲۹۷٫۵۴ خوارج
  - ۲۹۷٫۵۵ سایر فرق اسلامی
  - ۲۹۷٫۵۶ فرق منشعب از اسلام
- ۲۹۷٫۶ اخلاق اسلامی
  - ۲۹۷٫۶۳ اخلاق فردی
  - ۲۹۷٫۶۴ اخلاق خانوادگی
  - ۲۹۷٫۶۵ اخلاق اجتماعی
  - ۲۹۷٫۶۷ مواعظ و حکم
  - ۲۹۷٫۶۸ حکایات اخلاقی، داستان‌های پندآمیز
- ۲۹۷٫۷ آداب و رسوم اسلامی
  - ۲۹۷٫۷۲ آداب و رسوم زندگی
  - ۲۹۷٫۷۳ ایام مذهبی
  - ۲۹۷٫۷۴ عزاداری
  - ۲۹۷٫۷۵ مساجد، تکایا و حسینیه‌ها
  - ۲۹۷٫۷۶ زیارتگاه‌ها
  - ۲۹۷٫۷۷ ادعیه، زیارت‌نامه، مناجات‌نامه
  - ۲۹۷٫۷۸ نذرها و نیازها
- ۲۹۷٫۸ تصوف و عرفان
  - ۲۹۷٫۸۲ مجالس، مقالات و مکتوبات عرفانی
  - ۲۹۷٫۸۳ عرفان
  - ۲۹۷٫۸۴ تصوف، آداب طریقت و سلوک
  - ۲۹۷٫۸۵ فتوت
  - ۲۹۷٫۸۷ طرایق صوفیه
  - ۲۹۷٫۸۹ تاریخ تصوف (... عارفان، صوفیان)
- ۲۹۷٫۹ تاریخ و جغرافیای اسلام
  - ۲۹۷٫۹۱ تاریخ اسلام (صدر اسلام)، اسلام در مناطق مختلف
  - ۲۹۷٫۹۲ سرگذشت نامه
  - ۲۹۷٫۹۳ سیرت نبوی
  - ۲۹۷٫۹۴ صحابه و تابعین
  - ۲۹۷٫۹۵ ائمه اثناعشر، چهارده معصوم
  - ۲۹۷٫۹۷ زنان مقدسه اسلام
  - ۲۹۷٫۹۹ علما و مجتهدان، اسلام شناسان

### چکیده رده زبان فارسی
رده زبان‌های ایرانی (فارسی) در کشورهای فارسی‌زبان متمایز شده و معمولاً بلافاصله قبل از رده ۴۲۰ قرار می‌گیرد.
- ۰ فا ۴ زبان‌های ایرانی (فارسی)
- ۸ فا ۴ کاربرد فارسی معیار، زبانشناسی کاربردی
  - ۸٫۹ فا ۴ فارسی شهرستانی (محلی): (الفبایی برحسب نام محل مانند: اراکی، اصفهانی، بیرجندی، تاجیکی، قزوینی، سیستانی و…)
- ۹ فا ۴ گویش‌های ایرانی: زبان ترکی که ۴۰ میلیون نفر مادر زادی صحبت می‌کنند. و بعلاوه گویش‌ها و
- لهجه‌های مختلف زبان فارسی که از شمالی‌ترین نقطه ایران تا جنوبی‌ترین نقطه ایران شامل می‌شود، گویش‌های لری و کردی از مشتقات زبان فارسی می‌باشد که درغرب ایران وجود دارد، البته زبان عربی هم در ایران در بین مردمان جنوب غرب کشور عزیزمان به وفور صحبت می‌شود،

### چکیده رده ادبیات فارسی
رده ادبیات ایرانی و فارسی در کشورهای فارسی‌زبان متمایز شده و معمولاً بلافاصله قبل از رده ۸۱۰ قرار می‌گیرد.
- ۰ فا ۸ ادبیات ایرانی، ادبیات فارسی
- ۱ فا ۸ شعر
- ۲ فا ۸ نمایشنامه
- ۳ فا ۸ داستان
- ۴ فا ۸ مقاله
- ۵ فا ۸ خطابه و سخنرانی
- ۶ فا ۸ نامه
- ۷ فا ۸ طنز و هجو و هزل
- ۸ فا ۸ نوشته‌های گوناگون ادبی (... نثر)
- ۹ فا ۸ ادبیات گویشهای مختلف ایرانی

### چکیده رده تاریخ ایران
۹۵۵ ایران
- ۹۵۵ آثار کلی تاریخ ایران
  - ۹۵۵٫۰۰۳ دائرةالمعارف، واژه‌نامه و فرهنگ‌ها
  - ۹۵۵٫۰۰۴ موضوع‌های خاص: جغرافیای تاریخی، آثار تاریخی و دیدنی، جنبه‌های اجتماعی و فرهنگی، جنبش‌ها و قیام‌ها، سرگذشت‌نامه‌ها
- ۹۵۵٫۰۱ تاریخ ایران از آغاز تا دوره اشکانیان
  - ۹۵۵٫۰۱۱ تاریخ اساطیری و افسانه‌ای
  - ۹۵۵٫۰۱۲ ماقبل تاریخ تا مادها
  - ۹۵۵٫۰۱۳ مادها
  - ۹۵۵٫۰۱۴ هخامنشیان
  - ۹۵۵٫۰۱۹ سلوکیان
- ۹۵۵٫۰۲ اشکانیان
- ۹۵۵٫۰۳ ساسانیان
- ۹۵۵٫۰۴ تاریخ ایران پس از اسلام تا غزنویان (جنبش‌های ایرانی، طاهریان، صفاریان، علویان، سامانیان، زیاریان و بوییان)
- ۹۵۵٫۰۵ غزنویان تا حمله مغول (غزنویان، سلجوقیان، اسماعیلیان، خوارزمشاهیان، شبانکاره، اتابکان، قراختائیان)
- ۹۵۵٫۰۶ از حمله مغول تا صفویه (مغولان، ایلخانان، کرتیان، سربداران، تیموریان، قره قویونلو و آق قویونلو)
- ۹۵۵٫۰۷ صفویان تا قرن سیزده شمسی
  - ۹۵۵٫۰۷۱ صفویان
  - ۹۵۵٫۰۷۲ افشاریان
  - ۹۵۵٫۰۷۳ زندیان
  - ۹۵۵٫۰۷۴ قاجاریان
  - ۹۵۵٫۰۷۵ انقلاب مشروطه
- ۹۵۵٫۰۸ قرن چهارده شمسی
  - ۹۵۵٫۰۸۲ دوره پهلوی
  - ۹۵۵٫۰۸۳ انقلاب اسلامی ایران، ۱۳۵۷
  - ۹۵۵٫۰۸۴ جمهوری اسلامی ایران، ۱۳۵۸-
    - ۹۵۵٫۰۸۴۲ خمینی
    - ۹۵۵٫۰۸۴۳ جنگ ایران و عراق
    - ۹۵۵٫۰۸۴۵ موضوع‌های خاص (الفبایی)
- ۹۵۵٫۱–۹۵۵٫۸ تاریخ محلی (استان‌ها و مناطق ایران)
  - ۹۵۵٫۱ استان تهران، مرکزی
  - ۹۵۵٫۲ استان مازندران، گیلان
  - ۹۵۵٫۳ استان آذربایجان شرقی، آذربایجان غربی، اردبیل، زنجان
  - ۹۵۵٫۴ استان کردستان، همدان، باختران
  - ۹۵۵٫۵ استان لرستان، خوزستان، ایلام
  - ۹۵۵٫۶ استان کهگیلویه و بویراحمد، فارس، بوشهر
  - ۹۵۵٫۷ استان کرمان، هرمزگان، سیستان و بلوچستان [و خلیج فارس]
  - ۹۵۵٫۸ استان خراسان رضوی، خراسان شمالی، خراسان جنوبی، سمنان
  - ۹۵۵٫۹ استان یزد، اصفهان، چهارمحال و بختیاری
- ۹۵۵٫۹۷ قوم‌شناسی. اقوام، ملیت‌ها و اقلیت‌ها
  - ۹۵۵٫۹۷ (آسوریان - ارمنیان - بارکزائی - بختیاری - بلوچ - بویراحمدی - بهمنی)
  - ۹۵۵٫۹۸ (ترکمن - قشقایی - کرد - لر - مکری - سایر)